# Austin Butler
Austin Robert Butler (Anaheim, 17 de agosto de 1991) é um ator e produtor estadunidense. Ele é mais conhecido por interpretar Elvis Presley no filme biográfico musical Elvis, pelo qual recebeu uma indicação ao Oscar e Feyd-Rautha no sci-fi Duna: Parte 2.
Começou sua carreira na televisão, primeiro em papéis no Disney Channel e Nickelodeon e depois em dramas adolescentes, incluindo papéis recorrentes nas séries Life Unexpected (2010–2011) e Switched at Birth (2011–2012). Ele ganhou reconhecimento por estrelar The Carrie Diaries (2013–2014) e The Shannara Chronicles (2016–2017). 
Butler fez sua estreia na Broadway na peça The Iceman Cometh em 2018 e interpretou Tex Watson no filme Once Upon a Time in Hollywood (2019). Em 2022, ele alcançou maior reconhecimento por sua interpretação no papel de Elvis Presley no filme Elvis, pelo qual foi elogiado pela crítica e ganhou o Globo de Ouro, os Prêmios AACTA,  e o BAFTA de Melhor Ator, além de ter recebido indicações ao Critics' Choice, Screen Actors Guild e Oscar na mesma categoria.
Seu próximo papel será no filme Dune: Part Two (2023). Austin também está envolvido na adaptação da Trilogia City On Fire, do escritor Don Winslow, onde é produtor e também atuará como protagonista.

## Filmografia
| Ano       | Série/Filme                              | Papel                                            |
| --------- | ---------------------------------------- | ------------------------------------------------ |
| 2005-2007 | Ned's Declassified School Survival Guide | Zippy Brewster (série: 41 episódios sem crédito) |
| 2007      | Hannah Montana                           | Derek (série: 1 episódio)                        |
| 2007      | iCarly                                   | Jake Krandale (série: 1 episódio)                |
| 2009      | Aliens in the Attic                      | Jake Pearson                                     |
| 2009      | Ruby and the Rockits                     | Jordan Gallagher (série: 10 episódios)           |
| 2010      | Os Feiticeiros de Waverly Place          | George (Participação Especial)                   |
| 2010      | Zeke e Luther                            | Rutger Murdock (Participação Especial)           |
| 2010-2011 | Life Unexpected                          | Jones                                            |
| 2010      | Jonas L.A.                               | Stone Stevens (Participação Especial)            |
| 2010      | CSI: Miami                               | Jason Chapman                                    |
| 2010      | The Defenders                            | Cody Dennis                                      |
| 2011      | Sharpay's Fabulous Adventures            | Peyton Leverett                                  |
| 2011      | CSI: NY                                  | Benjamin Gold (série: Episódio 17, 7ª temporada) |
| 2011      | Switched At Birth                        | Wilke                                            |
| 2011      | Roubos Hollywoodianos                    | Zach Garvey                                      |
| 2012      | Are you there, Chelsea?                  | Luke (episódio 3)                                |
| 2013-2014 | The Carrie Diaries                       | Sebastian Kydd                                   |
| 2014-2015 | Arrow                                    | Chase                                            |
| 2015      | The Intruders                            | Noah Henry                                       |
| 2016      | Yoga Hosers                              | Hunter Calloway                                  |
| 2016-2017 | The Shannara Chronicles                  | Wil Ohmsford                                     |
| 2018      | Dude                                     | Thomas                                           |
| 2019      | Os Mortos Não Morrem                     | Jack                                             |
| 2019      | Once Upon a Time in Hollywood            | Tex Watson                                       |
| 2022      | Elvis                                    | Elvis Presley                                    |
| 2023      | Masters of The Air                       | Major Gale Cleven                                |
| 2023      | Dune: Part Two                           | Feyd-Rautha Harkonnen                            |
| 2023      | The Bikeriders                           | Benny                                            |